# Черніков Іван Іванович
Черніков Іван Іванович (23 жовтня 1861 -?) — генерал-майор російської армії, за гетьмана Павла Скоропадського  1918 року - Катеринославський губерніальний староста.

## Біографія
Закінчив Орловський Бахтіна кадетський корпус 1880 1-е Павлівське військове училище 1882 по 1-му розряду, випущений в 124-й піхотний Воронезький полк.
На військову службу вступив 20 серпня 1880 року. Молодший офіцер Чугуївського піхотного юнкерського училища 20.09.1889 — 10.08.1892. Офіцер-вихователь Воронезького кадетського корпусу 10.08.1892 — 09.07.1905. Ротний командир Воронезького Великого Князя Михайла Павловича кадетського корпусу з 09.07.1905. Одружений, мав двох дітей.

### Українська Держава
Після Гетьманського перевороту 29 квітня 1918 Іван Черніков призначений гетьманом Скоропадським старостою Катеринославської губернії. Перебуваючи на державних постах Української Держави  відкрито займав проросійську позицію. Масштабна робота прихильників білих у Катеринославі була б неможлива без підтримки генерал-майора І. І. Чернікова, який співчував білим. В його будинку збиралися члени Союзу російських людей в Україні. Про це він так писав в еміграції:
«За весь час перебування згаданої організації Добровольчої армії в Катеринославі я намагався матеріально підтримувати всіх членів організації. Навіть під час окупації Малоросії австро-німецькими військами…»
Про ставлення Скоропадського до добровольчих формувань Черніков писав:
«гетьман взагалі прагнув завести свою, російську, армію, і всякого роду асигнування на поліцію та інше розумілися як замасковане відновлення власної, а не німецької, армії, в руках якої перебував глава Малоросії»
Діяч Добровольчої армії Островський так описував роботу Чернікова на посаді губерніального старости:
"генерал-майора Черніков, який, будучи Катеринославським губернським старостою, залишався завжди по духу офіцером єдиної російської армії … "
Після антигетьманського перевороту за згодою Чернікова частини Донської армії перейшли кордони Української держави і почали займати прикордонні території Бахмутського, Слов'яносербського та Маріупольського повітів.
Після боїв з частинами Армії УНР у Катеринославі Черніков разом зі своїм сином пристав до Катеринославського добровольчого загону, з яким 10 грудня 1918 року залишив місто. Разом із загоном Черніков брав участь в Катеринославському поході, під час якого частини 8-го корпусу з Катеринослава вирушили на з'єднання з Добровольчою армією до Криму.
Подальша доля генерала невідома.

## Спомини
- Черников И. И. Екатеринославский поход // Бахметевский архив русской и восточноевропейской истории и культуры (Колумбийский университет, Нью-Йорк, BAR). A.A. von Lampe collection. Box 23.